# Ehimen Orukpe
Ehimen Orukpe (Lagos, 12 febbraio 1989) è un ex cestista nigeriano.

## Palmarès
- Campione NIT (2011)